# Отон
Марк Са́львій Ото́н (лат. Marcus Salvius Otho; 25 квітня 32 — 16 квітня 69) — римський імператор з 15 січня 69 по 16 квітня 69 року.

## Походження
Рід Сальвіїв, до якого належав Отон, походив з етруського міста Ферентіно. Предки майбутнього імператора були переважно особами невизначними, і тільки батько його, Луцій Сальвій Отон, консул-суффект 33 року, завдяки милості Клавдія отримав підвищення і став знатною людиною. З ранньої молодості Марк Отон був марнотратом і нахабою; казали, що він вештався вночі по вулицям і будь-якого перехожого, слабкого чи п'яного, хапав і підкидав на розтягненому плащі. Після смерті батька він підлестився до однієї владної при дворі вільновідпущениці й навіть прикинувся закоханим у неї, хоча вона вже була старезною бабою. Завдяки ній він увійшов у довіру до Нерона і з легкістю став першим з його друзів через схожість норову, а за деякими чутками — і через розпусну з ним близькість. Він був співучасником усіх таємних задумів імператора. Але, через деякий час, він потрапив у немилість і в 58 році був висланий під виглядом намісництва до далекої Лузитанії. Там Отон провів десять років, керуючи своєю провінцією з рідкісною розсудливістю і помірністю.

## Захоплення влади
Ледве іспанські легіони в червні 68 р. проголосили Гальбу імператором, Отон першим із намісників приєднався до нього, привіз усі золоті та срібні келихи, які в нього були, аби новий правитель перекарбував їх на монету. І в усьому іншому Отон був відданий Гальбі й на ділі показав, що нікому не поступиться в досвідченості та вмінні керувати. Більш за все він виявляв увагу до солдатів і багатьом виправив керівні посади, то звертаючись з проханням до імператора, то до його прибічників, які користувалися при дворі значною силою.
Коли Гальба почав роздумувати, кого вибрати наступником, багато хто бажав, щоб він всиновив Отона, а сам Отон, здається, майже не сумнівався, що так і буде. Проте Гальба зупинив свій вибір на молодому Пізоні. Для Отона його рішення стало цілковитою несподіванкою, і він сприйняв крах своїх сподівань з болем і гнівом. Це помітили усі оточуючі, і вороги Гальби поспішили розпалити його образу ще більше, кажучи, що принцепс відплатив йому за послуги чорною невдячністю. Втім, крім образи Отона підштовхували до зради ще й величезні борги: він відверто казав, що якщо не стане імператором, то йому однаково, чи загинути від ворога у бою, чи від кредиторів на форумі. 
Ухваливши рішення, Отон більше не вагався й одразу почав виконувати свій задум. Про заколот знали деякі, решта вагалася, і заколотники різними способами впливали на них. Бунтівний настрій перекинувся з преторіанського табору до легіонів і допоміжних військ. Незадовго до цього германська армія проголосила імператором Вітеллія. Чутки про германські події збентежили весь столичній гарнізон. Усі були вже настільки готові до перевороту, що не вистачало тільки вождя, а коли він з'явився, справа залишалася за малим. 15 січня 69 року Гальба був зарубаний преторіанцями на форумі, а трохи згодом було вбито Пізона. Під переможні вигуки народу Отон попрямував до сенату, де його також зустріли з тріумфом. Йому дали повноваження трибуна, титул августа й усі знаки пошани, належні принцепсу.

## Правління та боротьба з Вітеллієм

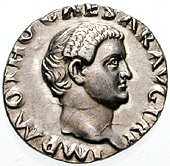
Імператор Отон

Прийнявши владу, Отон, всупереч загальним очікуванням, не віддався ані втіхам, ні ледарству. Відмовившись від любовних пригод і приховавши до пори свою розпусту, він усіма силами намагався укріпити імператорську владу. Він ласкаво обійшовся з Марком Цельсом, один з найвідданіших прихильників Гальби, нагородив його за вірність і зробив своїм полководцем. Він підтвердив права усіх, кому обіцяли консульство Нерон і Гальба. Усім сенаторам, які за часів Нерона пішли у вигнання, а при Гальбі повернулися, він повернув майно. Ці перші кроки підбадьорили найзначніших громадян, які спершу тремтіли від жаху. Але найбільшою заслугою Отона вважають те, що він зумів вгамувати та заспокоїти солдат, не допустив ані грабувань, ані вбивств. Можна тільки дивуватися, як ця розбещена і далека від військових справ особа змогла підкорити своїй волі війська, домогтися від них не просто послуху, але відданості та любові, і примусив тих, хто жартома зрадив спочатку Нерона, а потім і Гальбу, битися за нього з превеликою мужністю та відвагою.
Тим часом, війна була неминучою. Це бачили всі. Вітеллія визнали імператором Германія, Галлія, Британія та Іспанія. На вірність Отону присягнули Іллірія, Греція та усі східні провінції (Сирія, Юдея, Єгипет), а також Африка. Вітеллій мав напохваті боєздатнішу армію: він спирався перш за все на загартовані у битвах верхньогерманські легіони, у той час як Отон зібрав частини, які були розквартировані в Римі та Італії — солдати, які служили там, були розбещені ледарством, рясними подачками та підлабузництвом командирів. Але на підступах були ще чотири іллірійські легіони, а також він міг розраховувати на сім юдейських та сирійських легіонів, які також являли собою грізну силу. Флот його був наосторонь, що дозволяло безперебійно підвозити припас та харчі. У війні, яка розгорнулася у Північній Італії, полководці Отона перемогли у трьох незначних битвах, але 14 квітня 69 року в останній великій та безладній битві при Бетриаці (недалеко від сучасної Кремони) були розбиті.

## Смерть
Дізнавшись про поразку, Отон оголосив, що має намір покінчити з собою. Усі спроби відмовити його Отон рішуче відхилив. Сенаторів, які були при ньому, він відпустив, а всі гроші, які в нього залишилися, віддав слугам і рабам, звернувшись до кожного з напутнім словом і подякувавши за службу. Потім він випив холодної води, щоб утамувати спрагу, достав два кинджали, спробував їх на гостроту, сховав під подушку, зачинив двері та забувся глибоким сном. Тілька на світанку він прокинувся і тоді одним ударом вразив себе нижче лівого соска. На перший же його стогін збіглися люди, і на їхніх очах він помер. За свідоцтвом Діона Кассія, перед смертю він промовив хоча декілька, але достойних слів: «Справедливіше померти одному за всіх, ніж всім за одного». Плутарх написав:
Його життя засуджували багато достойних людей, але не менша їх кількість звеличувала його смерть. Він прожив анітрохи не чистіше за Нерона, проте помер значно благородніше. 